# 博徒斬り込み隊
『博徒斬り込み隊』（ばくときりこみたい）は、1971年（昭和46年）10月14日に公開された東映製作の日本映画。97分。監督；佐藤純彌。主演；鶴田浩二。『博徒シリーズ』第10作目。

## スタッフ
- 監督：佐藤純彌
- 脚本：石松愛弘、佐藤純彌
- 企画：俊藤浩滋、吉田達
- 撮影：飯村雅彦
- 録音：内田陽造
- 照明：梅谷茂
- 美術：中村修一郎
- 音楽：日暮雅信
- 編集：田中修
- 助監督：岡本明久
- 記録：高津省子
- 擬闘：日尾孝司
- スチール：藤井善男
- 進行主任：東一盛
- 装置：小早川一
- 装飾：酒井喬二
- 美粧：須々木善二郎
- 美容：石川靖江
- 衣装：福崎精吾
- 演技事務：佐々木一朗
- 現像：東映化学
- 協力：福島県飯坂温泉 若喜別館 若竹荘

## キャスト
- 相羽雄作(元新宿淡野組幹部)：鶴田浩二
- 山野みどり(飯坂町のホステス・三郎の姉)：工藤明子
- 山野三郎(元新宿淡野組組員)：小林稔侍

　＜浅川組＞
- 浅川佳雄(浅川組組長)：山本麟一
- 山本常次郎(浅川組若頭)：近藤宏
- 川島：室田日出男
- 木崎：今井健二
- 浅川の子分(みどりの情夫)：地井武男
- 浅川の子分：堀田真三
- 浅川の子分：佐藤晟也
- 飯坂町の売春婦(相羽と寝る女)：小林千枝

　＜北洋会＞
- 橋場(北洋会橋場組組長)：諸角啓二郎
- 藤岡(北洋会会長)：菅井一郎

　＜大日本菊名会＞
- 陣野行夫(大日本菊名会若衆頭・陣野組組長)：渡辺文雄
- 岩井(菊名会岩井組組長)：植田灯孝
- 菊池幸太郎(陣野組幹部)：八名信夫
- 陣野組組員(相羽をつける男)：中田博久
- 死神の竜次(菊名会岩井組の鉄砲玉)：渡瀬恒彦
- 二階堂剛蔵(大日本菊名会会長)：河津清三郎

　＜警察＞
- 矢野刑事(飯坂署)：若山富三郎
- 刑事(相羽の事情聴取)：久保一
- 警察幹部(警察庁)：河合絃司
- 警察幹部(警察庁)：山岡徹也
- 榊警視正(警察庁捜査二課長)：丹波哲郎

## 同時上映
『セックスドキュメント 性倒錯の世界』
- 監督：中島貞夫
- ドキュメント作品。